# 中川镇
中川镇，是中华人民共和国甘肃省兰州市皋兰县下辖的一个乡镇级行政单位，兰州中川国际机场位于中川镇，以此命名。中川镇是兰州新区的组成部分；兰州市委市政府机关及部分市直部门和单位将于2013年8月1日移至兰州新区办公。2023年6月5日，将永登县中川镇划入皋兰县，继续由兰州新区托管。

## 行政区划
中川镇下辖以下地区：
彩虹城社区、西槽社区、保税区社区、祥和景苑社区、新安社区、经纬印象社区、兰石家园社区、新舟社区、瑞利社区、栖霞社区、瑞岭社区、方家坡社区、宗家梁社区、吉利家园社区、西槽村委会、兔墩村委会、周家梁村委会、何家梁村委会、尖山庙村委会、元山村委会、华家井村委会、廖家槽村委会、陈家井村委会、赖家坡村委会、史喇口村委会、宗家梁村委会、红玉村委会、芦井水村委会、平岘村委会、方家坡村委会、陈家梁村委会、倒水塘村委会、北坪村委会。